# 四国R-14
『四国R-14』（しこくアールじゅうよん）は、北海道テレビ放送（HTB）制作のテレビドラマ。2000年11月29日から2000年12月20日に放送された。

## 概要
『水曜どうでしょう』の企画として2000年冬に放送された怪奇ドラマ。出演者の1人である鈴井貴之が、監督映画『man-hole』の製作のため番組出演を中断し、それに合わせて番組が休止した期間に行われたスピンオフ企画で、「水曜どうでしょうプロジェクト2000」と銘打たれた。同年の4月から5月に放映された「四国八十八ヶ所II」の企画中において、実際に発生した怪奇現象が元となっており、もう1人のメイン出演者（かつ、当該の企画で現象に遭遇した）の大泉洋が所属する演劇グループ「TEAM NACS」とのコラボレーションで制作された。タイトルの“R-14”とは、「怪奇現象を撮影した、ロケ14本目のテープ（Rは"Roll（ロール）"、14はテープナンバリング）」のことを指す。
ドラマ本編の撮影は全て小型のデジタルビデオカメラを使用し、簡素かつ簡潔ながらも映像的には迫力のある特殊効果が使用され、出演者・スタッフ共に少人数ではあるが本格的な怪奇ドラマになっている。ちなみに、演出手法として「花火の煙による怪しげなもや」・「おもちゃを利用したカメラワーク」・「デスク用蛍光灯等による青白い光」などがあり、これらは本ドラマの事前・事後番組（後述）にて詳細が公開された。
裏話では、ドラマを視聴していたのはもちろん水曜どうでしょうの熱狂的なファンなどであったが、そのドラマ内容は当番組のおふざけなイメージを完全に覆すホラー作品であったことから、予想以上の反響を生み出し、「予想以上に怖すぎる」「観られない」とテレビのチャンネルを変える視聴者が続出して、オンエアごとに視聴率が下がるという珍事態となってしまった。
前述の理由から鈴井は一切プロジェクトに関与していない。ドラマに出演したうちでは、安田顕も『man-hole』主演としての撮影準備の関係から四国ロケに参加できず、HTB局舎内パートのみの出演となっている。

### 元ネタ
脚本は番組ディレクターの嬉野雅道が執筆したものとなっているが、実際には前述のようにロケ企画の道中で起こった怪奇現象から発案され、執筆に至ったものである（水曜どうでしょうの企画を参照）。
この企画はレンタカーを使用して四国の八十八の寺社仏閣（四国八十八箇所）を巡る企画であり、鈴井を除いたどうでしょう班3名（大泉洋、藤村忠寿ディレクター、嬉野）が参加していた。タイムリミットまで昼夜を問わず寺を次々巡る一行だったが、79番札所「天皇寺高照院」にてどうでしょう班並びに視聴者を震撼させる出来事が発生する。本殿の前で撮影を開始したところ、カメラが停止したり録画した映像が乱れるという怪奇現象が発生。更に撮影した映像が記録されていなかったり、その後車内のエアコンから冷風が噴き出るなど怪奇現象が続き、どうでしょう史に残る怪奇現象回として有名になった。このエピソードから案を採り、脚本の執筆に至ったのが本ドラマである。
だが、「撮影した映像が記録されていなかった」というのは嬉野の嘘で、本当は「見てはいけない映像が記録されていた」事を嬉野が後に明かしている。
余談だがこの事件以外にもどうでしょう班は四国に数々の因縁があり、この事件を含めて「どうでしょう班は四国と相性が悪い」事が認知されている。

## キャスト
- 上島ディレクター：音尾琢真
- 藤木ディレクター：森崎博之
- 大沼 陽：大泉洋
- 編成部・小宮：安田顕
安田は元々上島ディレクター役として候補に挙がっていたが、先述の通り『man-hole』の出演を控えていたため、スケジュールの都合で同役は音尾が引き受ける事となった[1]。
- 幽霊：小松江里子（『水曜どうでしょう』スタイリスト）
- 多数のエキストラ：戸次重幸
放映時は当時の芸名である「佐藤重幸」としてクレジット。
なお、戸次の『水曜どうでしょう』関連の出演は本作と後述の前後企画に加え、顔写真が数回出た程度だけであり、TEAM NACSの中では唯一旅企画の本編には出ていない（2001年放送の企画「対決列島」のイントロダクション/アウトロダクション枠に出演したのみである）[注 6]。
- 上島の妻：小野優子（当時HTBアナウンサー）
- その他：藤尾仁志（オクラホマ）、鈴木典子

出演者は実在の人物をモチーフにしている。上島ディレクターが嬉野、藤木ディレクターが藤村、大沼陽が大泉（事実上の本人役）、編成部・小宮が四宮康雅プロデューサー、小野が演じる上島ディレクターの妻が嬉野の妻をモデルとする。

## スタッフ
- 脚本：嬉野雅道（『水曜どうでしょう』ディレクター）
- 監督：藤村忠寿（『水曜どうでしょう』ディレクター）
- 撮影：鈴木武司
- 音声：佐藤幸信、平正明
- 音声助手：松澤聡
- 音響効果：工藤哲也
- スタイリスト：小松江里子
- 特殊美術：吉田ひでお（アーリオ工房）
- CGI：中島敬太郎
- ロケコーディネート：松倉和哉（アズビィ）
- 撮影助手：末永大輔
- 美術：BgBee
- タイトル題字：浜田次朗
- MA：三新ビデオセンター
- 広報：東雅子、明田晋弥
- ビデオプロデュース：四宮康雅
- プロデューサー：土井巧
- 企画協力：CREATIVE OFFICE CUE
- 制作著作：北海道テレビ

## あらすじ
放送日時は全て、北海道テレビ放送での本放送が行われた日時。
第1話（2000年11月29日放送）
物語は大沼のモノローグから始まる。
| 「 | 僕の母は旅が好きだった。だが、父は知らない土地に出向くのを面倒がり、結局僕は、家族で旅行に出るといった経験も無いまま成長していった。 子供の頃から旅をするという習慣もなかったそんな僕が、4年というわずかな間に、番組と言う名目で、こんなに多くの土地を旅をすることになるとは、思いもしなかったことだ。 それも、この年上の友人たちとともに。 いい年をしたこの大人たちが、どうやって僕を驚かそうかと知恵を絞る。 「大沼君、次の旅はどこだと思う？」 「おいおい藤木君上島君、そんなに得意そうな顔で僕に聞くもんじゃないよ。僕だってバカじゃないんだ。案外言い当てちゃうんだぞ。」 だが、始まりがあれば必ず終わりは来る。 この番組にだって、いつか終わりの日がやってくるだろう。 だとしたら、番組のスタートとともに始まった僕らの関係も、番組の終焉とともに…終わってしまうんだろうか… それとも、四国の人たちの魂が、死んだらみんな、あの石鎚山に集うように、僕らもどこかで…また…集うことは…あるんだろうか… | 」 |

北海道のローカルテレビ局でテレビディレクターとして勤める上島と藤木は、ある日上司の小宮に「別の地方局にいる友人が低予算でドラマを製作したのを見て、うちでも作れるんじゃないか」とドラマ制作企画を持ち掛けられた。
半年前、テレビ番組ロケで四国の寺院・円上寺金剛院に訪れた際、怪奇現象が発生したことを思い出した藤木は、共に現象と遭遇したタレントの大沼と真実を解明するため四国へ再訪する事を決意。表向きは“映像が存在しなかった”という話だったが、実は藤木1人のみ映像を確認しており、テレビ局宛に送られてきたある1枚の不可解な写真という曰く付きのものがあった。
大沼に対しては「香川県のパブリシティロケを行う」という建前を説明したが、1人だけ四国行きを頑なに敬遠するなど、何やら浮かない表情をしていた。
第2話（2000年12月6日放送）
藤木と上島は、理由を知らないままの大沼と共に四国へ到着。宿で夕食を取った後、藤木が突然大沼へお遍路の白装束を渡して外出を促すが、大沼はこれまでの行動や発言へ不信感を露わにすると共に、「四国に連れてきた本当の理由」を問いただす。大沼自身も「今回のロケには何か裏がある」ことを悟っていた様子で、そこには藤木と上島が確認した大沼の足が消えている写真が手元にあった。
すると、藤木は「これまでの“四国に来た理由”が全て嘘である」と大沼に対して詫びると共に、初めて本当の理由を打ち明け、3人で件の場所を再訪。藤木たちは大沼に「映像が間違いなく残っていた」こと、「そこに写っていたのが、“大沼の両足が夥しい数の手に掴まれている”という不可解なものだった」こと、「唯一確認した藤木が恐怖を感じ、虚偽の説明をして独断で映像を消去した」ことを告げた。
半年前と同様の流れで、真夜中に白装束の大沼が門前で寺院の名前を発するが、何も起こらない。安堵した3人だったが、その直後にカメラの照明が突然消え、異常を伝えるアラート音が鳴り始めた。
第3話（2000年12月13日放送）
半年前と全く同じ状況が発生し、パニック寸前に陥る3人。藤木と上島は恐怖から大沼と共に急いで車へ乗り込み、寺院を後にする。宿に戻ってから撮影映像のチェックをした所、途中に見覚えの無い画像がインサートしたため、大沼は「使用済みテープを持ってきたのか」と問うが、上島は「出発前に仕入れた未使用のテープだ」と否定し、収拾がつかない事態となる。
3人は翌朝の便で帰札。藤木・上島が局で映像を詳しく分析していると、藤木は「映像に見覚えがある」と言い出し、再度の四国行きを準備し始めた。すると、様子のおかしい大沼の姿を上島が度々目撃するようになり、顔と半身が血塗れになりながら、ニタっと微笑む大沼の姿があった。
最終話（2000年12月20日放送）
深夜、自宅で就寝していた上島は悪夢にうなされて突然目を覚ます。翌朝には藤木から来週の四国行きを大沼へ連絡するよう言われたが、連絡を入れても携帯電話は通じず、自宅の電話も家族の応答こそあったが、以前とは様子が異なっていた。藤木の所に戻ろうとした上島は、製作ルーム内に置かれていた私物や、直前の四国ロケの撮影/オンエアテープが無くなっている事に気付き、異変を感じる。
その後、別の取材班のディレクターから「番組VTRを倉庫へ戻してきてほしい」と頼まれ、テープ倉庫へ向かった上島は、ふと目にしたある日のニュース映像のテープを確認して重大な事を思い出す。それは、半年前にロケの後寺院を出た直後に交通事故に遭遇した際大沼が死亡し、藤木が既視感を怯えていた映像の場所も、その事故現場であることだった。ディレクター両名も当事者として居合わせたが、精神的ショックから大沼の死を受け入れられず、意図的に記憶から消してしまっていたのだ。そして、今もなお大沼と共に行動している2人は、側から見ると精神に異常をきたした状態だったのだ。
目の前に現れた大沼を「自分達に会いに戻ってきてくれた」と確信した上島は、藤木の元へその事を伝えるため駆けつける。上島の形相に驚く藤木の傍らには、死んだはずの大沼の姿がいつもと変わらずにあった。そして彼は優しげな顔で、こう伝えるのであった。
| 「 | 「上島さんは……その先の事を、もう知ってるんだよね。 その後俺がどうなったのか……思い出してくれたんだよね。 どう？面白くなってきたでしょ？ もっともっと、面白くできるよ。 もっともっと、面白くしてあげられるよ。 だからさ、上島さん。 みんなでまた、一緒に旅に出ましょうよ。」 | 」 |

最後は、脚本を担当した嬉野の言葉をもって、このドラマは締められる。
| 「       | ぼくの奥さんが、こんなことを言いました。 「霊はね… 会いたがってる人がいるから 会いにくるの…」 それを聞いて、ぼくは―― 幽霊とか怖くなくなりました。 だって大泉くんが本当に死んじゃって 会いに来てくれたら うれしいに決まってるもの。 そんなことを思いながら、 ぼくは この物語を書いていました。 | 」 |
| 嬉野雅道 | |    |

## テーマ曲
オープニングテーマ「戦車部隊移動I」
作曲：大谷幸（『ガメラ2 レギオン襲来 オリジナル・サウンドトラック』より）
エンディングテーマ「川」
作詞：中尾諭介 / 作曲：吉田慎一郎 / 歌：In the Soup
「ユーコン川160キロ 〜地獄の6日間〜」でもテーマソングとして使用された。

## ロケ地
- 四国八十八箇所
- 支笏湖
- HTB社屋[注 8]
- ひばりが丘駅

## 事前・事後番組
本編放送に前後して予告番組とメイキング番組が放送された。TEAM NACSと藤村が副調整室でVTRを見ながらトークするという、いわゆる「総集編」スタイルで放送された。なお全編通してTEAM NACSのメンバーは何かしらの扮装をして登場する形となっていた（後述）。

### ドラマ四国R-14を100倍楽しく見る方法
『四国R-14』放送前週の11月22日に放送。TEAM NACSのメンバー全員が『どうでしょう』の企画内で揃ったのはこの回が初である。この時大泉はラベンダーの扮装で、残りの4人はサンバ風の衣装を身に纏って登場した。
- TEAM NACSメンバー自己紹介
- 登場人物（キャスト）自己紹介
- 本ドラマが制作された経緯
  - 「四国八十八ヶ所II」内で発生した一連の怪奇現象を解説。またこの時、藤村はドラマロケの下見の際にも怪奇現象に遭遇した事を明かした（後述）。
- 驚異の撮影手法&舞台裏
- 15秒CM公開
  - このCMについては「映画の『ブレア・ウィッチ（・プロジェクト）』をパクリました」と藤村が告白している。
- 予告編公開
- 「佐藤重幸を探せクイズ」の応募告知。
  - ドラマ内で多数のエキストラをこなした戸次が「ドラマ中の各シーンに何回出演したのか」「役柄はどのようなものだったか」を全て当てた視聴者に、TEAM NACSメンバー全員のサイン入り「四国R-14」ポスターがプレゼントされるという企画。

### メイキング・オブ・四国R-14
2001年1月24日・1月31日の2週にわたり放送。扮装に関しては1週目はフィンガー5、2週目はザ・ドリフターズのメンバー5人それぞれのコントキャラクターの姿で登場した。
1週目
- 脚本会議や脚本合宿などの模様を紹介
  - 2000年7月3日に行われたドラマの制作会議（2回目）の模様を放送（森崎・安田・大泉・嬉野・藤村が出席）。しかしこの時、森崎が15分、安田が約40分の遅刻をするという失態をしてしまう。その後会議は行われたものの具体的なアイデアは出ず[注 12]。
  - 前日の会議でアイデアが出なかった反省を踏まえ、翌日温泉旅館に向かい「缶詰」となった模様も放送。なお、この際藤村は温泉地で合宿するためにプロデューサーに無断で金銭を持ちだした事を暴露している。しかし放送時は会議とは名ばかりの、旅館で美味しい食事に舌鼓を打つシーンがほぼ延々と放送された。この時大泉は「山賊が出てくる活劇もの」を書いていると語ったが、具体的なアイデアは絞り出せておらずその事について藤村から終始激しく追及されていた。結局出演者3人の案は採用されず[注 13]、嬉野が執筆した「怪奇もの（本作）」[注 14]が採用された。
- NG集

2週目
- 「驚異の特殊効果」公開
  - 安易かつ安価ながらも恐怖心をもたらす映像を制作する手法を一挙公開。
- NG集
  - 監督である藤村のNG（後述）も放送された。
- エンディング撮影のウラ側
- 「佐藤重幸を探せクイズ」正解発表
  - 戸次は合計で20回出演していたが、その内で顔が出たシーンはわずか1回のみだったほか、足だけが出演した部分もカウントされたためにかなりの高難易度を誇り、応募者の最高正答数は18回と全問正解者は現れず。そのため、最も惜しかったニアピンの10名にサイン入りポスターがプレゼントされた。

## 番組制作中におきた怪奇現象
この番組を制作中に、いくつかの怪奇現象が発生している。
- 音効の工藤が深夜に番組作業をしていたとき、切れるはずのない電源スイッチが勝手に切れた。さらにその数日後には、CDの音量メーターが音もしていないのに勝手に振り切れた（本来は音が鳴らなければ動かない）状態になった[2]。
- D陣がドラマのロケーション・ハンティングで天皇寺に訪れた際にも、カメラが異常な音を発して停止した[3]。
- 旅館内でシリアスなシーンを撮影していた中にも関わらず、監督の藤村が突然笑い出し、撮影を中断させるという事態が発生。「今度は笑わない」と宣言した藤村だったが、テイク2の撮影途中にも再び突然笑い出してしまい、「すまない、部屋を出る」と言い残して撮影現場を途中退席。もちろん撮影は続行しなければならないため、このシーンのみ嬉野が監督代行を務めた。藤村の笑いが止まらなくなることはままあることではあるが、「あの時は何故笑ってしまったのか自分でもわからない、とにかく笑いが止まらなくなった」と後に語っており、異常な状況であることがうかがえる[4][注 15]。

## 再放送時の状況
2007年までは「どうでしょうリターンズ」及び「水曜どうでしょうClassic」内においても放送されていたが、2008年以降は本作（メイキング含む）及び前後の企画（原付西日本制覇、今世紀最後の水曜どうでしょう、リヤカーで喜界島一周）は放送されず、「四国八十八ヶ所II」終了後はレギュラー放送再開後の「わかさぎ釣り対決II」が放送された。製作側から現在放送できない理由は説明されていない。
ただし、さぬき映画祭2014では本作が上映されている。

## 関連商品
VHS『水曜どうでしょうビデオ 四国R-14 ディレクターズカット版』（2001年7月20日発売、北海道テレビ放送）
「ドラマ四国R-14を100倍楽しく見る方法」→「予告編」→「四国R-14 ディレクターズカット版」の順で収録されている。なお、「メイキング・オブ・四国R-14」は未収録である。
本作品においてはテレビ放送時のように4話で区切られておらず、編集が施され1話完結のドラマとして収録されている。また、エンディングはテレビ放送時に流れたエンディング映像を繋ぎ合わせたものと劇中から抜粋したシーンで主に構成され、他には「四国八十八ヶ所II」の映像も一部使用された。更にエンディングテーマである「川」もフルコーラスで収録されている。
2021年現在は廃盤であり、番組20周年記念に際して行われたグッズ復刻企画の投票では、1998年〜2004年の期間に発売された商品中で第1位を獲得した。。
DVD/Blu-ray『水曜どうでしょう第33弾「四国R-14」(2023年4月26日発売、北海道テレビ放送)
前述の『どうでしょうビデオ』発売以降は長らくソフト化も行われておらず、各媒体で「今後DVD化の予定」であることを明言するのみであったが、2022年12月28日にDVD・Blu-ray版の発売を発表した。
DVD化に時間を要したのは、編集前のマザーテープが長い間所在不明であったことが示唆されており、それらが2022年夏にようやく発見されたため、実現に向けてプロジェクトが本格的に始動した。
VHS版との差異はテレビ放映時と同様4話に区切り直し（最終夜のエンディングはVHS版の再録）、併せてテロップの貼り直しや音楽の差し替えが行われた点である。この他、VHS版では未収録だった「楽しく見る方法」の後半部分と「メイキング・オブ・四国R-14」全編、映像特典（キャスティング発表、脚本合宿未公開パート）が収録されている。
Tシャツ（2000年11月3日発売）
ドラマ四国R-14を100倍楽しむ方法で森崎博之と音尾琢真が着ていたもの。
特典はステッカーがついてくる｡
ポスター
「佐藤重幸を探せクイズ」の答えが惜しかった10人にプレゼントされた。